# Little Sark Dolmen
Der Little Sark Dolmen liegt meernah, im Süden der durch den Isthmus von „La Coupée“ mit der Kanalinsel Sark verbundenen Halbinsel Little Sark. Auf dem Weg zum Anleger „Rouge Terrier“ ist der Dolmen im Südwesten zu sehen. Nach dem Überqueren einer Wiese und eines Zauntritts gelang man zum Dolmen.
Der nur teilweise erhaltene, Flechten-verkrustete Dolmen besteht aus dem großen etwa dreieckigen Deckstein und fünf Tragsteinen, die das Ende einer nicht kompletten Kammer bilden, die in den Resten ihres Hügels liegt, dessen Einfassung fehlt. Laut Mark Patton lag auf Jersey ein Axtproduktionszentrum für Doleritäxte des „Typs P“. Diese Äxte wurden auf Sark, jedoch nicht auf dem Festland gefunden.